# Эстопиньян, Роберто
Габриэль Роберто Эстопиньян Вера (исп. Gabriel Roberto Estopiñán Vera; 18 марта 1921, Камагуэй — 26 января 2015, Майами) — кубинско-американский скульптор и художник.
Родился в семье выходца из Астурии, женившегося на кубинке африканского происхождения. В четырнадцатилетнем возрасте выиграл художественный конкурс астурийского землячества в Гаване, после чего был в виде исключения принят в Национальную академию художеств Сан-Алехандро, где его наставниками были художники Армандо Менокаль и Антонио Родригес Морей, а затем скульптор Хуан Хосе Сикре, чьим ассистентом, а затем соавтором Эстопиньян стал на долгие годы. Окончив академию в 1942 году, совмещал творческую работу с преподавательской. После установления в 1952 году диктатуры Фульхенсио Батисты присоединился к подпольной организации Студенческая революционная директория. После победы Кубинской революции в 1959—1961 гг. занимал пост атташе по культуре в кубинских посольствах в Египте, Чехословакии и Китае. Недовольный просоветским поворотом режима Фиделя Кастро, в 1961 году, получив назначение на должность культурного атташе в Гондурасе, попросил политического убежища в посольстве США в этой стране. Последующую жизнь провёл в Нью-Йорке, в 2002 году переехал в Майами.
Ранние произведения Эстопиньяна отмечены влиянием Аристида Майоля, затем ему на смену пришли более модернистские авторитеты — Генри Мур и Хулио Гонсалес. В 1950—1960-е годы наиболее заметным явлением в творчестве Эстопиньяна были графические и скульптурные образы политических заключённых и диссидентов. На дальнейшую эволюцию его работ значительно повлияла приверженность скульптора католицизму.